# Elias Huber
Elias Huber (Berchtesgaden, 23 aprile 1999) è uno snowboarder tedesco, specializzato nello slalom gigante parallelo e nello slalom parallelo.

## Biografia
Originario di Berchtesgaden e attivo in gare FIS dall'ottobre 2014, Elias Huber ha debuttato in Coppa del Mondo il 10 gennaio 2017, giungendo 48º nello slalom parallelo di Bad Gastein. Il 25 gennaio 2025 ha ottenuto il suo primo podio nel massimo circuito, concludendo 2º lo slalom gigante parallelo di Rogla vinto dall'italiano Maurizio Bormolini.

## Palmarès

### Mondiali juniores
- 1 medaglia:
  - 1 argento (slalom gigante parallelo a Rogla 2019)

### Coppa del Mondo
- Miglior piazzamento nella Coppa del Mondo di parallelo: 21º nel 2023
- 2 podi:
  - 1 vittoria
  - 1 secondo posto

#### Coppa del Mondo - vittorie
| Data             | Luogo          | Paese  | Disciplina |
| ---------------- | -------------- | ------ | ---------- |
| 16 febbraio 2025 | Val Saint-Côme | Canada | PGS        |